# Vinny Guadagnino
Vincent J. Guadagnino connu sur le nom Vinny Guadagnino, né le 11 novembre 1987 est une personnalité américaine de la télé-réalité, surtout connue pour être membre de la distribution sur la côte de Jersey de MTV.

## Biographie

### Jeunesse
Guadagnino a été élevé dans l'arrondissement de Staten Island à New York et est issu d'une famille italo-américaine traditionnelle. Sa mère est née en Sicile, en Italie, et a immigré aux États-Unis à l'âge de 13 ans. La ferme de sa famille est visitée lors d'un épisode de la quatrième saison de Jersey Shore. Il est diplômé de la Susan E. Wagner High School et du College of Staten Island. La ferme de sa famille est visitée lors d’un épisode de la quatrième saison de Jersey Shore.
Il est diplômé de la Susan E. Wagner High School (en), le même lycée que sa coéquipière de Jersey Shore, Angelina Pivarnick (en). Il a ensuite étudié au SUNY New Paltz (en) avant de passer au Collège de Staten Island (en), où il a obtenu un diplôme en sciences politiques. Avant de jouer à Jersey Shore, Guadagnino avait prévu de faire ses études de droit.

## Carrière
Guadagnino était membre de la distribution de départ de Jersey Shore, de MTV et est apparu dans les six saisons de 2009 à 2012. Après Jersey Shore, Guadagnino a commencé à prendre des cours de théâtre. Il a joué dans la série comique scénarisée de MTV The Hard Times of RJ Berger en tant que cousin de RJ. Dans l'épisode du 8 novembre 2011 de 90210, il a joué un petit rôle qu'il a repris dans l'épisode "O Holly Night". Il est également apparu dans le film original Syfy Jersey Shore Shark Attack.
MTV a également produit l'émission débat de Guadagnino, The Show with Vinny, qui a fait ses débuts en mai 2013. L'émission mettait en vedette des célébrités de la maison de Guadagnino discutant et en train de dîner avec lui et sa famille. Lui et sa mère joueront plus tard dans Vinny & Ma Eat America sur Cooking Channel (en).
En 2018, il a retrouvé la plupart de ses coéquipiers originaux de Jersey Shore pour un redémarrage de la série intitulée Jersey Shore: Family Vacation (en). Les première et deuxième saisons ont été diffusées en 2018, et une troisième saison a commencé en 2019.
Depuis avril 2019, Guadagnino joue au côté de Pauly D dans un Double Shot at Love sur MTV.
Le 26 avril 2019, il a commencé une résidence d'un mois en tant qu'hôte invité à Chippendales au Rio Hotel & Casino de Las Vegas,.
En 2021, il a participé à la spin-off The Masked Singer The Masked Dancer en tant que "Hammerhead" et a été éliminé à la 6ème place lors de Battle of the Super Six.

### Danse avec les stars
Guadagnino a été annoncé comme participant à la saison 31 de Dancing with the Stars, qui a été créée en septembre 2022. Il s’est associé à Koko Iwasaki.
- Classé : 7ème; (moyenne : TBA)

| Semaine # | Danse/chanson                                                                                                 | Score des juges | Score des juges | Score des juges | Score des juges | résultat |
| Semaine # | Danse/chanson                                                                                                 | Inaba           | Goodman         | Hough           | Tonioli         | résultat |
| 1         | Salsa / "Tití Me Preguntó"                                                                                    | 4               | 4               | 5               | 4               | Sûr      |
| 2         | Quickstep / "Viva Las Vegas"                                                                                  | 7               | 6               | 7               | 7               | Sûr      |
| 3         | Rumba / "Thunderball"                                                                                         | 6               | 5               | 6               | 6               | Sûr      |
| 4         | Samba / "Il gatto e la volpe"                                                                                 | 8               | 7               | 7               | 7               | Sûr      |
| 5         | Jazz / "Levels" Viennese Waltz / "You and Me" Hustle/Lindy Hop Marathon / "Hot Stuff" & "Jump, Jive an' Wail" | 8 7 attribué    | 8 7 2           | 8 7 extra       | 8 7 points      | Sûr      |

## Philanthropie
En 2011, Guadagnino a lancé une marque de vêtements appelée IHAV (pour "I Have a Vision") avec le message Fuck Bullies. Les profits sont reversés à l'organisme de bienfaisance Do Something pour des subventions pour des projets et programmes de lutte contre l'intimidation. Il soutient également l'organisation de sauvetage des animaux Much Love, pour laquelle il a récemment participé à une vente aux enchères caritative. Guadagnino est également un partisan des droits des homosexuels. Il a été un présentateur aux GLAAD Awards et a participé à la campagne NOH8.
Guadagnino a également co-écrit un livre avec Samantha Rose intitulé Control The Crazy: My Plan To Stop Stressing, Avoid Drrama, and Maintain Inner Cool,.
En 2018, il a sorti une nouvelle marque de vêtements appelée Name Brand NYC.
Guadagnino est également un défenseur du régime céto, ayant perdu 50 livres en l'utilisant lui-même, et a été présenté à plusieurs reprises dans le magazine Men's Health, donnant des conseils sur ledit régime. De plus, il a lancé une chaîne Instagram, dédiée au mode de vie céto.

## Régime cétogène
Guadagnino est un défenseur de l’alimentation faible en glucides et soutient le régime cétogène pour la perte de poids, ayant perdu 50 livres en l’utilisant lui-même, et a été présenté à plusieurs reprises dans Men’s Health Magazine, donnant des conseils sur l’alimentation. En outre, il a créé un compte Instagram dédié au style de vie keto. En 2019, il a écrit The Keto Guido Cookbook.

## Filmographie
- The Gate of Fallen Angels (2009)
- Jersey Shore (2009-2012)
- The Hard Times of RJ Berger (2011)
- 90210 (2011)
- Silent Library (2011)
- Jersey Shore Shark Attack (2012)
- The Show with Vinny (2013)
- The Great Food Truck Race (2016)
- Vinny & Ma Eat America (2017)
- Jersey Shore: Family Vacation (2018)
- Double Shot at Love (2019)
- Revenge Prank (2020)
- The Masked Dancer[22] (2021)